# موسى داو
موسى داو (بالفرنسية: Moussa Dao)‏ (ولد في 26 أغسطس 1992 في بوركينا فاسو) لاعب كرة قدم بوركينابي يجيد اللعب في مركز الوسط المدافع. يلعب حاليا لصالح عبري العماني منذ 1 فبراير 2024.

## المسيرة الرياضية

### الأندية
في 13 أغسطس 2023 انتقل داو من كربلاء العراقي إلى الحد البحريني في صفقة انتقال حر.
في 1 فبراير 2024 انتقل داو من الحد إلى عبري العماني في صفقة انتقال حر.

## روابط خارجية
- موسى داو على موقع قاعدة بيانات كرة القدم.إي يو (الإنجليزية)
- موسى داو على موقع Soccerway.com (الإنجليزية)
- موسى داو على موقع عالم كرة القدم.نت (الإنجليزية)